# Clares
Clares est un petit village dans la province de Guadalajara, dans la communauté autonome de Castille-La Manche (Espagne).